# Serhij Šapoval
Serhij Volodymyrovyč Šapoval (in ucraino Сергій Володимирович Шаповал?; Vorzel', 7 febbraio 1990) è un calciatore ucraino, centrocampista del Neuenhain.